# يا شبحي (مسلسل)
 يا شبحي (باللغة الكورية오 나의 귀신님) (بالإنجليزية: " Oh My Ghost")‏ مسلسل تلفزيوني رومانسي، كوميدي، كوري. عرض في 3 يوليو 2015.

## القصة
تتحدث دراما "Oh My Ghost" عن "Na Bong Sun" التي لديها شخصية خجولة جدا وليس لديها ثقة في النفس. كما أنها لا تملك أي أصدقاء. ودائما يتم توبيخها في عملها بأحد المطاعم كطباخة مساعدة (Sous Chef). تستطيع "Na Bong Sun" رؤية الأشباح منذ صغرها وذلك بفضل جدتها التي تعمل كشامان (مشعوذة). في يوم من الأيام إمتلكتها شبح فاتنة تدعى "Shin Soon Ae". وذلك لتحصل على علاقات الحب التي لم تحصل عليها في حياتها القصيرة. لذلك تسعى "Soon Ae" لإغراء أكبر عدد من الشباب من خلال أجساد الفتيات. لتجد جسد "Bong Sun" الوعاء المثالي لها.
يرأس "Bong Sun" في العمل طاه شاب ونجم في مجال الطبخ يدعى "Kang Sun Woo". كما أنه متكبر جدا. والذي لم ينسى صديقته السابقة. "Sun Woo" بدأ ينظر إلى "Bong Sun" بعد أن تخلصت من خجلها واكتسبت ثقة في النفس فجأة، وأصبحت فتاة مشرقة ونشطة.

## البطولة
- باك بو يونغ : في دور نا بونغ سون
- جو جونغ سوك : في دور كانغ سون وو
- Im Ju Hwan : في دور Choi Sung Jae
- Kim Seul Gi : في دور Shin Soon Ae
- Park Jung Ah : في دور Lee So Hyung
- Kwak Shi Yang : في دور Seo Joon

## روابط خارجية
- يا شبحي على موقع IMDb (الإنجليزية)
- يا شبحي على موقع نتفليكس (الإنجليزية)
- يا شبحي على موقع كينوبويسك (الروسية)
- يا شبحي على موقع قاعدة بيانات الفيلم (الإنجليزية)